# A Taste of Killing and Romance
Pour plus de détails, voir Fiche technique et Distribution.
A Taste of Killing and Romance (殺手的童話, Sha shou de tong hua) est un film d'action hongkongais produit et réalisé par Veronica Chan et sorti en 1994 à Hong Kong.
Andy Lau et Anita Yuen jouent deux assassins qui travaillent sans le savoir pour la même organisation et qui finissent par tomber amoureux.
Il totalise 5 541 985 HK$ de recettes au box-office.

## Synopsis
Ice (Christine Ng (en)), la cheffe d'une organisation de tueurs, établit une règle selon laquelle quiconque a échoué à accomplir une mission doit mourir. Parmi ses subordonnés se trouve son bras droit, Ko Sau (Andy Lau), surnommé le « Juge ». Au cours d'une mission, Ko Sau rencontre une nouvelle venue, Yu-fung (Anita Yuen) et développe des sentiments pour elle. Cependant, en raison de sa personnalité solitaire et des principes de sa carrière d'assassin, cette relation est bloquée. Malgré cela, ils passent tout de même des moments heureux ensemble. Au cours d'une autre mission, Ko Sau n'atteint pas l'objectif pour sauver un enfant. Il s'excuse auprès de Ice et est prêt à retravailler sans condition pour elle. Cependant, Ice est déterminée à respecter les règles et envoie Yu-fung tuer Ko, ce que cette-dernière hésite à faire. De son côté, l'inspecteur de police Tung Fai (Waise Lee) a rassemblé des preuves sur l'organisation et lance une chasse à l'homme sur Wong Cheung (Mark Cheng (en)), le garde du corps de Ice, qui jure de tuer Ko pour se venger d'une blessure par balle qu'il lui a infligée auparavant. Entouré d'ennemis de toutes parts, sa relation avec Yu-fung est également mise à rude épreuve.

## Fiche technique
- Titre original : 殺手的童話
- Titre international : A Taste of Killing and Romance
- Réalisation : Veronica Chan
- Scénario : Cheuk Bing
- Photographie : Andy Fan
- Montage : Lee Kwong-tim
- Musique : Mark Lui (en), et Raymond Wong
- Production : Veronica Chan
- Société de production : 100th Century International Entertainment
- Société de distribution : Modern Films and Entertainment Production
- Pays d'origine :  Hong Kong
- Langue originale : cantonais
- Format : couleur
- Genre : action
- Durée : 90 minutes
- Dates de sortie :
  -  Hong Kong : 5 août 1994

## Distribution
- Andy Lau : Ko Sau
- Anita Yuen : Yu-fung
- Christine Ng (en) : Ice
- Waise Lee : l'inspecteur Tung Fai
- Mark Cheng (en) : Wong Cheung
- Henry Fong : Tsui Ka-sing
- William Tuen : la victime de Fung dans le restaurant
- John Ching : Yu Nam
- Joe Junior (en) : le prêtre catholique
- Yip Suk-ping : Mme Tsui
- William So (en) : Dino
- Luisa Maria Leitão : Wai-ma
- Johnny Tang : Ma Chi-chuen
- Cho Chung-sing : l'homme armé à lunettes de soleil (caméo)
- Chik King-man : la fille qui danse avec Shao au pub
- Danny Poon : le gigolo d'Ice
- Yu Kwok-lok : Kwok Chung
- Ng Kwok-kin : Lam Kwok-hung
- Chan Chi-hung : un VIP à la danse du lion
- Jack Wong
- Wong Kwan-hong
- Kong Foo-keung
- Jacky Cheung
- Edward Corbett : le chef de la police
- Ho Chi-moon : un VIP à la danse du lion
- Lai Cheung-lung : la victime d'un meurtre
- Lee Chi-kit
- Benny Lai
- Christopher Chan
- Ng Cheung-pang